# Wondrebhammer
Wondrebhammer ist ein Weiler der Kreisstadt Tirschenreuth im Landkreis Tirschenreuth von Bayern.

## Geschichte
Wie der Name sagt, war dieser Weiler ein ehemaliger Eisenhammer. Die Anlage ist unter der Aktennummer D-3-77-154-77 als denkmalgeschütztes Baudenkmal unter der Beschreibung „ehem. Hammerherrenhaus, zweigeschossiger, verputzter Massivbau mit Halbwalmdach und Sohlbankgesims, 1838/40.“ von Wondrebhammer verzeichnet. 1596 wird hier ein Hammer genannt, 1616 wird ebenfalls von einem Hammer samt einer Mühle bei Wondreb berichtet.

## Beschreibung
Der Eisenhammer wurde vom Wasser der Wondreb betrieben. Aus einem Bericht des Johann German Barbing an den Kurfürst Ferdinand Maria vom 16. Januar 1666 heißt es zum Wondrebhammer: „Ein schlechter (einfacher) Stabhammer (Schienhammer) bei dem Dorfe Wondreb, so gangbar und dermalen Konrad Kleyl, Hammermeister, gehört. Dieser verschmiedet mehrenteils 'Süntter' und Hammererschlag, so er den Eger’schen und Tirschenreuth’schen Hufschmieden abkauft; das wenige 'Eisenarzt', so er schmelzt, nimmt er zu Kleinsterz im Amt Waldsassen.“